# Região Metropolitana de Fargo-Moorhead
Fargo-Moorhead é um nome comum dado à região metropolitana compreendida pelos condados de Fargo e Moorhead e por cidades vizinhas. As duas maiores cidades estendem-se sob a fronteira dos estados da Dakota do Norte e de Minnesota, nas margens opostas do Rio Vermelho do Norte. A região também compreende as cidades de West Fargo, Dilworth e outras menores.
O Censo dos EUA define a Área Estatística Metropolitana de Fargo-Moorhead ND-MN, MSA entre os condados de Cass e Clay. Possui uma área de 7.278 km² e uma população de 208.777 habitantes. 

## Maiores Cidades

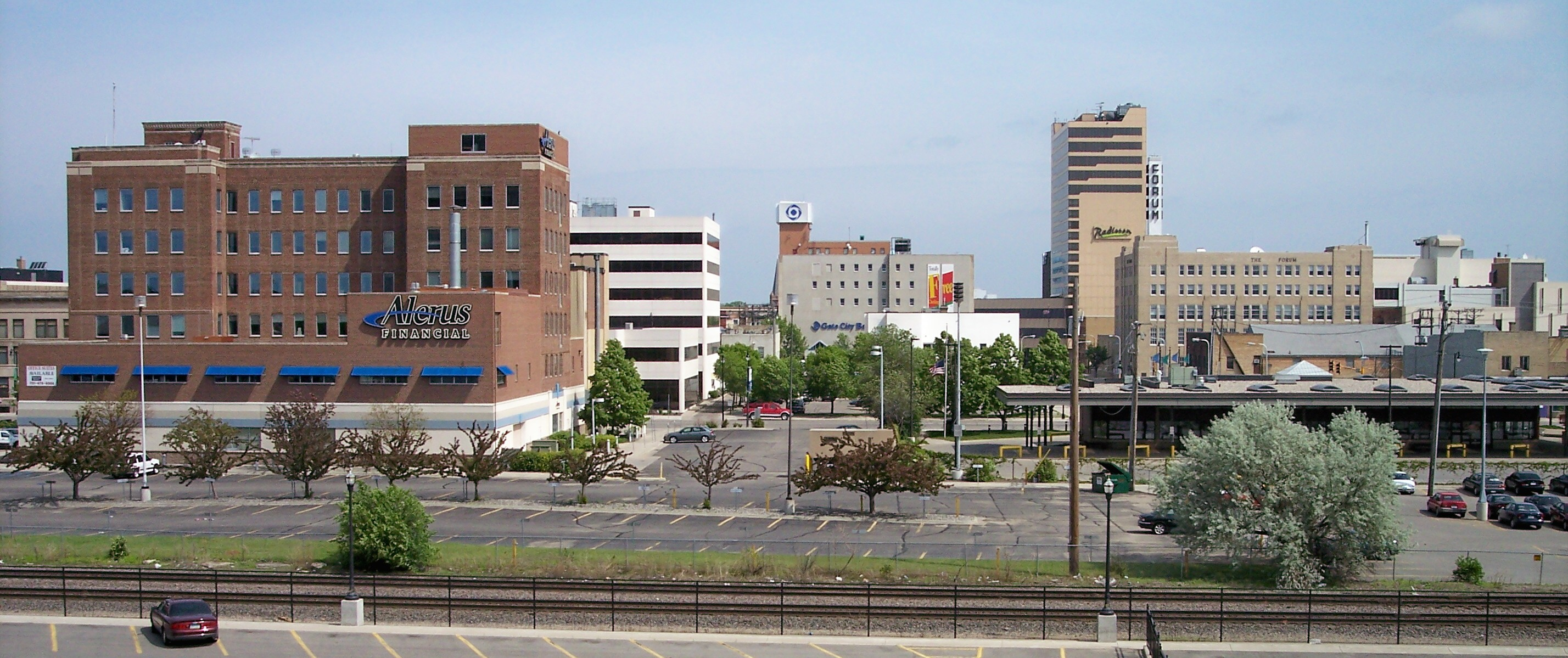
Centro de Fargo, Dakota do Norte

- Fargo
- Moorhead
- West Fargo
- Dilworth

## Subúrbios e Cidades Adjacentes
- Briarwood
- Frontier
- Horace
- North River
- Prairie Rose
- Reile's Acres

## Cidades Dormitórios
- Casselton
- Barnesville
- Glyndon
- Hawley
- Sabin
- Harwood
- Kindred
- Mapleton
- Oxbow
- Davenport